# Зибанежад, Мика
Мика Зибанежад (швед. Mika Zibanejad, перс. میکا زیبانژاد‎; род. 18 апреля 1993, Худдинге, Стокгольм) — шведский хоккеист. Игрок клуба НХЛ «Нью-Йорк Рейнджерс». Чемпион мира 2018 года в составе сборной Швеции.

## Карьера

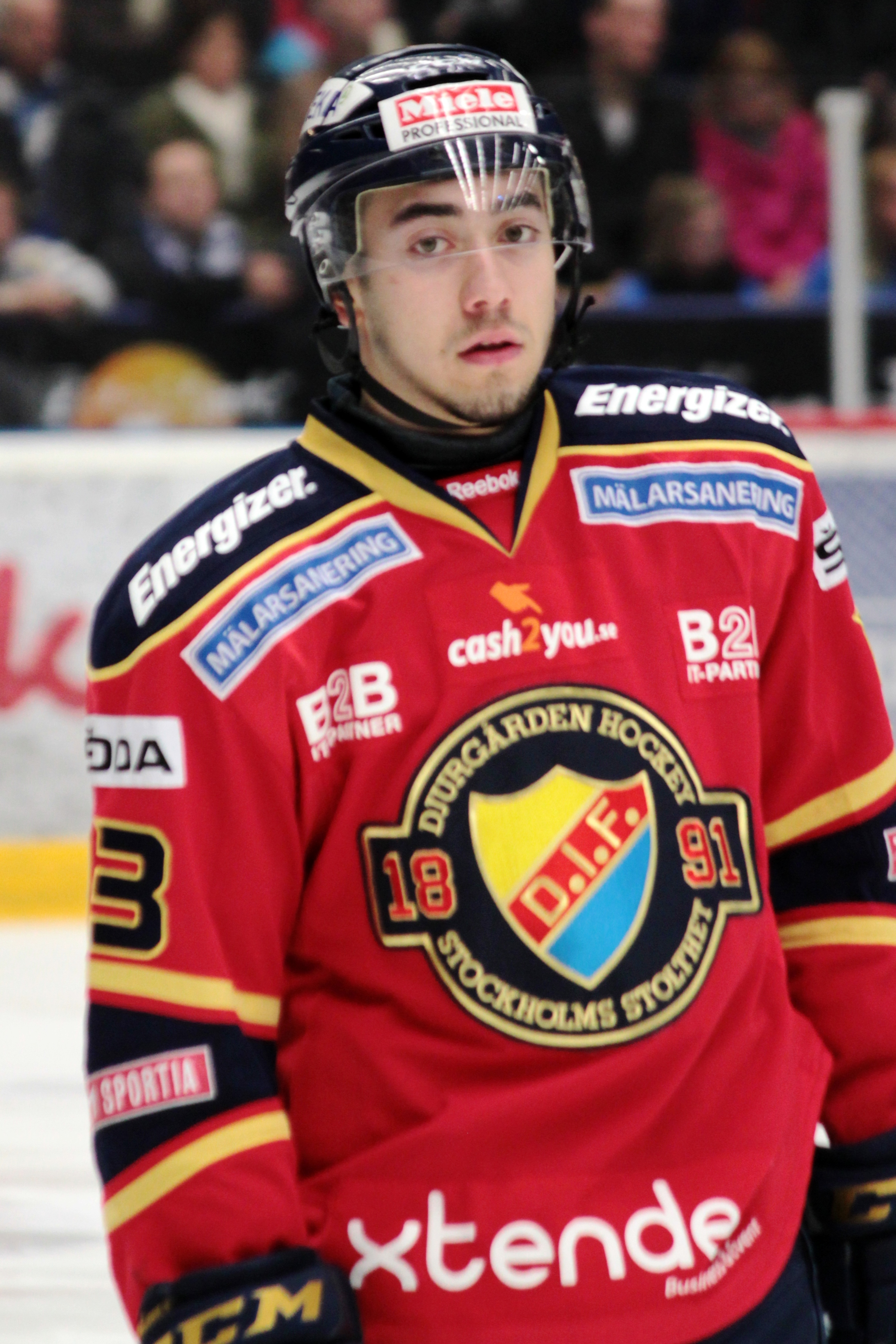
2012 год

Отец Зибанежада — иранец, играл за национальную волейбольную сборную, а позже за футбольные шведские клубы. Христианин Мика Зибанежад говорит на шведском, английском и финском (его мать — финка) языках, и плохо понимает фарси.
Воспитанник шведских клубов «Хаммарбю», АИК и «Юргорден».
Дебютировал в Шведской элитной серии 7 декабря 2010 в матче против Лулео, 15 января 2011 забил первый гол в лиге, против МОДО В апреле 2011 года стал серебряным призёром юниорского чемпионата мира. На Драфте НХЛ 2011 был выбран под общим 6-м номером командой «Оттава Сенаторз». 13 июля 2011 Мика подписал с канадским клубом трехлетний контракт. На молодёжном чемпионате мира 2012 забил гол в овертайме финального матча против сборной России, что принесло сборной Швеции второе чемпионство спустя 31 год.
В сезоне 2012/13 играл в АХЛ за клуб «Бингхэмтон Сенаторз».
В марте 2014 был признан однoй из трёх звёзд игрового тура в НХЛ, оформив дубль в ворота «Сан-Хосе» (сама встреча закончилась победой его команды «Оттава Сенаторз» со счётом 5:2).
28 февраля 2016 года Мика Зибанежад установил рекорд «Оттавы Сенаторз», забросив три шайбы за 2 минуты 38 секунд в гостевом матче регулярного чемпионата против «Калгари Флэймз» (6:4).
5 марта 2020 года забросил пять шайб в ворота «Вашингтон Кэпиталз» (6:5), став пятым шведом в истории НХЛ, кому удалось забросить пять шайб в одной игре. Хоккеист «Рейнджерс» последний раз забрасывал пять шайб за матч в 1983 году. Также Зибанежад стал всего лишь вторым в истории хоккеистом после Сергея Фёдорова, который забросил свою пятую шайбу в овертайме. В сезоне 2019/20 в 57 матчах набрал 75 очков (41+34).
В сезоне 2020/21 в первых 27 матчах забросил всего три шайбы. 18 марта 2021 года, в 28-й игре, набрал 6 очков (3+3) во втором периоде матча против «Флайерз» (9:0). При этом Зибанежад сделал так называемый натуральный хет-трик (три шайбы в матче подряд). 6 очков за один период стали повторением рекорда НХЛ, установленного в 1978 году Брайаном Троттье. 26 марта в матче против «Флайерз» (8:3) Зибанежад снова набрал 6 очков (3+3) и стал первым игроком в истории НХЛ, который набрал шесть очков в матчах подряд против одного соперника.
В сезоне 2021/22 Зибанежад набрал рекордное для себя 81 очко (29+52) в 81 матче. Ранее он не набирал более 75 очков за сезон. По ходу сезона Зибанежад преодолел отметку в 500 набранных очков за карьеру в НХЛ. 2 января 2022 года сделал хет-трик в матче с «Тампой-Бэй».
В сезоне 2022/23 набрал 91 очко (39+52) в 82 играх. 5 апреля 2023 года набрал 600-е очко в регулярных сезонах НХЛ.
В сезоне 2023/24 набрал 72 очка (26+46) в 81 матче.